# 阳城 (夏朝)
阳城即夏朝君主禹受禅后所在的都城。中国学界对具体所在有多种说法:66。
《古本竹书纪年》称“禹，居阳城”。《孟子·万章上》：“舜崩。三年之丧毕，禹辞辟舜之子商均于阳城”:50—51:66。《史记·封禅书》正义引《世本》：“夏禹都阳城，避商均也。又都平阳，或在安邑或在晋阳”:66。西晋学者皇甫谧《帝王世紀》云“受禅都平阳，或在安邑，或在晋阳”。安邑即魏国国都安邑城（山西省夏县境内）:25。晋阳即赵国都城晋阳城（山西省太原市境内）。此外，中国学界对阳城的地点有五种说法，1.河南省登封市告成镇说（王城岗及阳城遗址）；2.河南省陳留郡浚仪县说；3.山西省濩泽县说；4.山西省翼城县说；5.河南省濮阳市说:66。
皇甫谧《帝王世紀》又云“夏后居阳城，本在大梁之南，于战国大梁魏都，今陈留浚仪是也[……]言自禹至太康，与唐虞不易都域也。然则居阳城者，自谓禹避商均时非都也。”中国近现代学者以皇甫谧提出的阳城非禹都的说法为依据，出现阳城曾是大禹居住地和大禹都城争议。有研究者则认为，“禹居阳城”、“禹都阳城”反映的事实是一致的，“大禹居住的阳城之地也就是事实上的国都所在之地”:50—51，76。